# フィデル・エスコバル
フィデル・エスコバル・メンディエタ（Fidel Escobar Mendieta 、1995年1月9日 - ）は、パナマ・パナマ市出身のプロサッカー選手。サッカーパナマ代表。ADアルコルコン所属。ポジションはDF。

## 経歴

### クラブ
サンフランシスコFCでプロキャリアをスタート。
2016年7月、スポルティング・サンミゲリートからスポルティングCPのBチームにレンタル移籍。買い取りオプション付きだったが、レンタル終了後サンミゲリートに復帰。
2017年7月27日、18ヶ月間の契約でニューヨーク・レッドブルズにレンタル移籍。
2020年7月28日、ADアルコルコンに3年契約で移籍した。

### 代表
2015年2月、アメリカ合衆国代表との親善試合でパナマ代表デビュー。同年5月にはU-20代表の一員としてニュージーランドで開催された2015 FIFA U-20ワールドカップに参加した。
2016年11月11日、2018 FIFAワールドカップ・北中米カリブ海5次予選のホンジュラス戦で代表初ゴールを挙げた。
2018年夏、2018 FIFAワールドカップに参加。

## 所属クラブ
- サンフランシスコFC 2012-2013
- スポルティング・サンミゲリート 2014-2020

→ スポルティングCP B 2016-2017 (loan)
→ ニューヨーク・レッドブルズ 2017-2018 (loan)
→ ニューヨーク・レッドブルズ II 2017-2018 (loan)
→ コレカミノスUAT 2019 (loan)
→ コルドバCF 2019-2020 (loan)
- ADアルコルコン 2020-

## 代表歴

### 出場大会
- パナマ代表
  - 2018 FIFAワールドカップ

### 試合数
- 国際Aマッチ 79試合 3得点（2015年-）[7]

| パナマ代表 | 国際Aマッチ | 国際Aマッチ |
| 年         | 出場        | 得点        |
| ---------- | ----------- | ----------- |
| 2015       | 2           | 0           |
| 2016       | 7           | 1           |
| 2017       | 11          | 0           |
| 2018       | 11          | 0           |
| 2019       | 11          | 0           |
| 2020       | 1           | 0           |
| 2021       | 8           | 0           |
| 2022       | 13          | 1           |
| 2023       | 15          | 1           |
| 2024       |             |             |
| 通算       | 79          | 3           |

### 得点
| No | 開催日         | 開催地               | 対戦国       | スコア | 結果 | 試合概要                    |
| -- | -------------- | -------------------- | ------------ | ------ | ---- | --------------------------- |
| 1. | 2016年11月11日 | サン・ペドロ・スーラ | ホンジュラス | 1–0    | 1–0  | 2018 FIFAワールドカップ予選 |